# 武哲山剛
武哲山 剛（むてつやま ごう、1971年3月27日 - 2013年7月20日）は、兵庫県尼崎市出身で武蔵川部屋所属の元大相撲力士。本名は栗本 剛（くりもと ごう）。身長173cm、体重144kg。血液型O型。得意手は突き、押し。最高位は西十両11枚目（1995年11月場所、1996年3月場所）。

## 来歴
千代の富士に憧れて小学校高学年で相撲を始め、報徳学園中学・高校でも相撲部に所属し活躍。中央大学文学部に進学し相撲部へ入部すると、2年次の1990年に第39回全日本相撲選手権大会で個人優勝しアマチュア横綱のタイトルを獲得。4年次の1992年には相撲部主将を務め、玉春日（3年）・若孜（2年）・出島（1年）らと共に、第70回全国学生相撲選手権大会で団体優勝を成し遂げた。
大学卒業後は高等学校の地歴公民教員の傍らアマチュア相撲大会出場を目指そうと考えていたものの、角界に挑戦することを決意し武蔵川部屋へ入門した。1993年1月場所、幕下付出で初土俵。突き押し得意で着実に番付を上げ、1994年7月場所で十両昇進。しかし、右足の怪我に泣かされ、攻めがやや遅い部分があり、十両に定着することはなかった（勝ち越しは1996年1月場所の1回のみ）。1997年3月場所に足の怪我で途中休場の十両を最後に、幕下に陥落したまま膝も痛めて番付も下がり、最後は胸椎椎間板ヘルニアのため1998年7月場所を全休しそのまま引退した。
現役時代は相撲に関する博学ぶりに「相撲博士」の異名をとった。引退後は筑波大学大学院体育研究科に入学して、コーチ学を学んだ（2005年修了）。東洋大学附属牛久高校の地歴公民科教師として教壇に立ち、同校相撲部顧問として高校生力士の指導育成に当たった。自身も高校教員の立場でアマチュア相撲に復帰した。
2013年7月20日、自宅で就寝中に心不全のため急死。42歳没。

## エピソード
- 兵庫県尼崎市出身ということで、幼い頃から阪神タイガースの大ファンだった。本人の希望で阪神のロゴマークを用いた化粧廻しが贈られたことがある。
- 漫画家・やくみつるの描いた自分のイラストをとても気に入っていた。断髪式の際に関係者に贈った記念品には、やくに依頼して描いてもらった武哲山の絵が描かれていた。
- 元横綱・若乃花勝と風貌がよく似ていた。1997年3月場所4日目、若乃花（当時大関）と武哲山が前日の3日目で奇しくも共にケガをしたため、2人同時に途中休場となった際には、後日やくみつるの4コマ漫画で「若乃花＝武哲山、同一人物説！」と、ギャグながらも怪しまれた事がある。ちなみに若乃花は1971年1月生まれ、武哲山は1971年3月生まれと、誕生日もわずか2ヶ月の違いだけであった。
- 四股名「武哲山」に関しては一説に、「『哲学』から『哲』の字を使いたい」と本人が希望して決まったという話もある。

## 主な戦績
- 通算成績：137勝113敗44休  勝率.548
- 十両成績：39勝55敗11休  勝率.415
- 現役在位：34場所
- 十両在位：7場所

### 場所別成績
| | 一月場所 初場所（東京） | 三月場所 春場所（大阪） | 五月場所 夏場所（東京） | 七月場所 名古屋場所（愛知） | 九月場所 秋場所（東京） | 十一月場所 九州場所（福岡） |
| --- | ----------------------- | ----------------------- | ----------------------- | --------------------------- | ----------------------- | --------------------------- |
| 1993年 （平成5年） | 幕下付出60枚目 5–2      | 東幕下37枚目 5–2        | 西幕下22枚目 4–3        | 西幕下14枚目 5–2            | 東幕下5枚目 2–5         | 東幕下19枚目 5–2            |
| 1994年 （平成6年） | 西幕下10枚目 3–4        | 東幕下15枚目 5–2        | 西幕下5枚目 6–1         | 西十両13枚目 6–9            | 東幕下5枚目 6–1         | 東幕下筆頭 4–3              |
| 1995年 （平成7年） | 東十両13枚目 4–11       | 東幕下5枚目 4–3         | 東幕下3枚目 3–4         | 西幕下7枚目 6–1             | 西幕下筆頭 5–2          | 西十両11枚目 6–9            |
| 1996年 （平成8年） | 西十両13枚目 8–7        | 西十両11枚目 6–9        | 東幕下筆頭 3–4          | 東幕下5枚目 5–2             | 東幕下筆頭 4–3          | 東十両13枚目 7–8            |
| 1997年 （平成9年） | 東幕下筆頭 4–3          | 東十両13枚目 2–2–11     | 東幕下11枚目 6–1        | 西幕下2枚目 0–2–5           | 東幕下37枚目 休場 0–0–7 | 東幕下37枚目 休場 0–0–7     |
| 1998年 （平成10年） | 東三段目17枚目 4–3      | 西三段目4枚目 4–3       | 東幕下56枚目 休場 0–0–7 | 東三段目36枚目 引退 0–0–7   | x                       | x                           |
| 各欄の数字は、「勝ち-負け-休場」を示す。 優勝 引退 休場 十両 幕下 三賞：敢=敢闘賞、殊=殊勲賞、技=技能賞 その他：★=金星 番付階級：幕内 - 十両 - 幕下 - 三段目 - 序二段 - 序ノ口 幕内序列：横綱 - 大関 - 関脇 - 小結 - 前頭（「#数字」は各位内の序列） |                         |                         |                         |                             |                         |                             |

## 改名歴
- 栗本 剛（くりもと ごう）1993年1月場所 - 1994年5月場所
- 武哲山 剛次（むてつやま つよし）1994年7月場所 - 1994年11月場所
- 武哲山 剛（むてつやま ごう）1995年1月場所 - 1997年3月場所
- 武哲山 剛志（むてつやま つよし）1997年5月場所 - 1998年7月場所